# Teatro Verdi
El Teatro José Verdi, más conocido como Teatro Verdi o Salón Verdi, es una sala lírica y de espectáculos histórica en el barrio de La Boca, Buenos Aires.

## Historia
Los orígenes datan de 1877, año de fundación de la “Unión de la Boca” (primera asociación filarmónica del barrio). Un año más tarde y por divergencias que existían entre los músicos surgió el compromiso de instituir una nueva banda musical. Esta idea fue recibida con gran entusiasmo y llevó a los vecinos a “Instituir una sociedad filarmónica con el objeto de fomentar el gusto por el estudio de la música vocal como instrumental.” Nacía entonces por inspiración de un núcleo de jóvenes vecinos del barrio de la Boca del Riachuelo, la nueva sociedad filarmónica “Vecinos de la Boca”.
En la asamblea del 12 de diciembre de 1878, con dos votaciones sucesivas se cambió el nombre por el de “José Verdi” por moción del Sr. Félix Pavero, basándose que las primeras piezas que ejecutaba la banda fueran del maestro italiano.
En 1883, al implantarse el socorro mutuo, amplió y completó su nombre por el de “Sociedad Cosmopolita, Filarmónica y de Socorros Mutuos José Verdi”, en el mismo año es nombrado al maestro José Verdi como presidente honorario, recibiendo una carta escrita de puño y letra por el mismo Verdi en agradecimiento.
En 1893 la sociedad Verdi instaló el servicio mutual. Esta nueva disposición trajo una era de bonanza, pues fue inmediato el ingreso de gran número de socios.
La “sociedad Verdi” mantuvo a lo largo de más de veinte años de su fundación, el problema latente de su sede social. En 1897, se elige un lote ubicado en Brown entre Senguel y Tunuyán (actuales Benito Pérez Galdos y Blanes) cuya ubicación por su importancia auguraba un porvenir positivo. Todos los socios ante la magnitud de la empresa emprendida manifestaron su aprobación y apoyo.
El 8 de enero de 1899 se colocó la piedra fundamental del edificio social. El constructor de la obra fue J. Panighini, el salón principal tuvo 12.55m de ancho por 25m de largo y 11m de altura, y fue uno de los salones más grandes y elegantes que existía en Buenos Aires en la década de 1900; y fue posible su construcción gracias a la donación de ladrillos, adornos de salón realizados por socios de vecinos del barrio.
El 11 de noviembre de 1901 se inauguró la primera etapa: el salón social del nuevo edificio de la sociedad “José Verdi” en la avenida Almirante Brown 736, con un gran baile de gala, al que asistieron las principales familias de la zona, y la presencia de la banda de “la Verdi”, compuesta por 12 músicos, que se propuso a iniciar el programa de danzas, con la ejecución previa del himno Nacional. En 1904 se colocó la instalación eléctrica y fue el salón “Verdi” el primero en ofrecer una función cinematográfica en el barrio de la Boca. En 1912 concluyó la segunda etapa, con la inauguración del salón del 1° piso y los palcos laterales del salón principal.
En el año 1903 se realizó en sus instalaciones la asamblea que eligió como candidato a Alfredo Palacios, quien sería el primer diputado socialista de América. Tiempo después el 6 de enero de 1918 se fundó en sus instalaciones el Partido Comunista de la República Argentina. El 15 de enero de 1925 se fundó también en sus instalaciones el sindicato Asociación de Trabajadores del Estado (ATE)
La banda de “La Verdi”, con su prestigio de medio siglo ganado en tantos concursos y representaciones, hizo su aparición pública por última vez el domingo 5 de febrero de 1928, ese día la sociedad cumplía cincuenta años de vida. El último concierto se realizó en la plazoleta de la calle Benito Pérez Galgos y Avenida Almirante Brown. Pocos días después y por la poca concurrencia de los músicos a los ensayos, se resolvió suspender temporalmente el cuerpo musical, meses después en la asamblea general se determinó la disolución total de la banda musical, los pocos músicos que quedaban presentaron una nota a la asamblea general, pidiendo la detención de los instrumentos y las respectivas partituras musicales, días después se procedió a la entrega de los instrumentos, se cerraba así para “la Verdi” una época.
En las décadas del 30,40 ,50 y 60 el teatro Verdi fue solicitado para realizar reuniones y bailes de gala, conjuntamente se realizaron obras teatrales, conciertos de orquestas de tangos y grupos folklóricos. En los años 70 y principios de los 80 se realizaron recitales de rock, dando lugar a los principales grupos de la escena local, acobijando en su escenario a una banda que con el tiempo sería una bisagra en el rock argentino: Sumo.
En los finales de los años 80 y principios de los 90 el teatro Verdi fue usurpado y comenzó a deteriorarse, recién a fines de los 90 la sociedad “José Verdi” recuperó el Teatro y comenzó lentamente su puesta a punto, manteniendo la arquitectura y colores originales del momento de su construcción. En el 2011 el teatro realizó la refacción total de su fachada, pudiéndose apreciar en la actualidad el mismo valor arquitectónico de hace más de 100 años.